# Chemin de fer de la Rivière Romaine

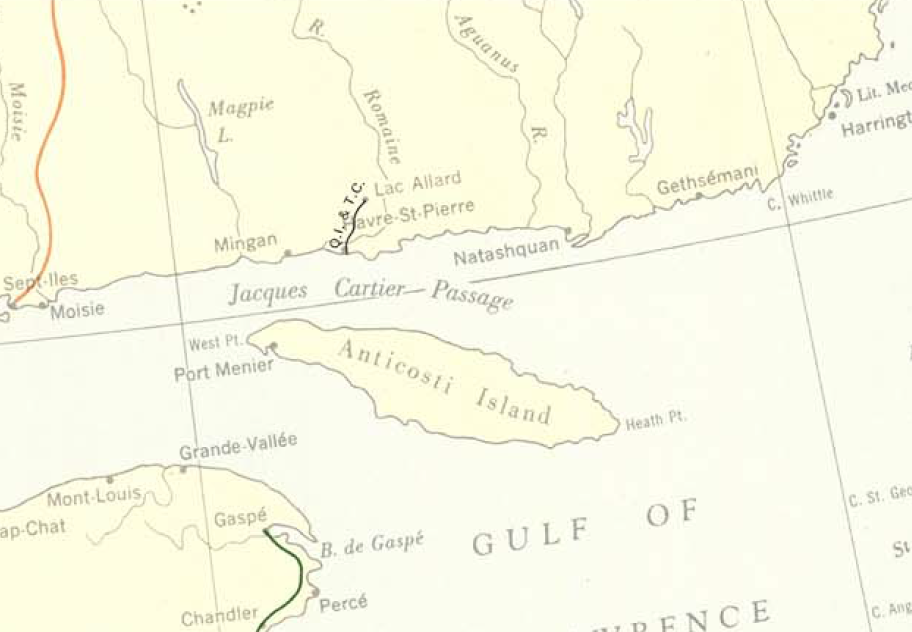
Carte montrant la ligne, comme la QIT (Quebec Iron and Titanium), en 1957 (au centre de l'image).

Le Chemin de fer de la Rivière Romaine (CFRR) relie Havre-Saint-Pierre au lac Allard.